# Варжен-Гранди

Варжен-Гранди на карте штата.

Варжен-Гранди (порт. Vargem Grande) — муниципалитет в Бразилии, входит в штат Мараньян. Составная часть мезорегиона Север штата Мараньян. Входит в экономико-статистический микрорегион Итапекуру-Мирин. Население составляет 49 412 человек на 2010 год. Занимает площадь 1957,751 км². Плотность населения — 25,24 чел./км².

## Демография
Согласно сведениям, собранным в ходе переписи 2010 г. Национальным институтом географии и статистики (IBGE), население муниципалитета составляет:
| Полное население                               | Полное население                               | Полное население                               | Полное население                               | 49 412 |
| ---------------------------------------------- | ---------------------------------------------- | ---------------------------------------------- | ---------------------------------------------- | ------ |
| в том числе:                                   | Городское население                            | 26 687                                         | Процент городского населения, %                | 54,01  |
|                                                | Сельское население                             | 22 725                                         | Процент сельского населения, %                 | 45,99  |
|                                                | Мужское население                              | 24 619                                         | Процент мужского населения, %                  | 49,82  |
|                                                | Женское население                              | 24 793                                         | Процент женского населения, %                  | 50,18  |
| Плотность населения, чел/км²                   | Плотность населения, чел/км²                   | Плотность населения, чел/км²                   | Плотность населения, чел/км²                   | 25,24  |
| Население муниципалитета в % к населению штата | Население муниципалитета в % к населению штата | Население муниципалитета в % к населению штата | Население муниципалитета в % к населению штата | 0,75   |

По данным оценки 2016 года, население муниципалитета составляет 54 845 жителей.

## Статистика
- Валовой внутренний продукт на 2003 год составляет 46 222 710,00 реалов (данные: Бразильский институт географии и статистики).
- Валовой внутренний продукт на душу населения на 2003 год составляет 1304,58 реала (данные: Бразильский институт географии и статистики).
- Индекс развития человеческого потенциала на 2000 год составляет 0,544 (данные: Программа развития ООН).